# Durrantia
Durrantia é um gênero de traça pertencente à família Agonoxenidae.